# 메트로 퍼시픽 인베스트먼트
메트로 퍼시픽 인베스트먼트(영어: Metro Pacific Investments Corporation)은 필리핀의 기업이다.